# 島田三蔵
島田 三蔵（しまだ さんぞう、1938年9月20日 - 2007年9月19日）は、日本の翻訳家（朝日新聞人物データベースには「作家・翻訳家」として登録されている）。本名は前島勝義（まえじま・かつよし）。
東京の向島（現墨田区向島）生まれ。1957年東京教育大学文学部日本史学科に入学。在学中に父親が死去したため留年し、大濱書店で働く。1963年卒業。
卒業後、偕成社に入社し編集者となる。1968年に退社し学習研究社に入社。1972年に退社。島田三蔵の筆名で翻訳を始める（退社は社の方針に合わなかった為）。

## 著書
- 『源頼朝と源平の戦い』（学習研究社、人物日本の歴史5） 1984.5
- 『日曜日は自転車に乗って』（平原社） 2009.12。前島勝義名義で没後刊行

## 翻訳
- 『バレエへの夢』（ジーン=エストリル、偕成社、ドリーナバレエシリーズ1） 1978.9
- 『白鳥のように』（ジーン=エストリル、偕成社、ドリーナバレエシリーズ2） 1978.9
- 『のびゆく悩み』（ジーン=エストリル、偕成社、ドリーナバレエ シリーズ3） 1978.10
- 『デトロイト刑事』（ジョン・A・ジャクスン、早川書房、ハヤカワ・ポケット・ミステリ） 1979.8
- 『内なる敵』（マイクル・Z・リューイン、早川書房、ハヤカワ・ポケット・ミステリ） 1980.2、ハヤカワ文庫 1993
- 『関税品はありませんか?』（フリーマン・W・クロフツ、ハヤカワ・ミステリ文庫） 1980.7
- 『もぐり酒場』（ジョン・A・ジャクスン、早川書房、ハヤカワ・ポケット・ミステリ) 1980.10
- 『友情ある殺人』（ロバート・L・フィッシュ、ハヤカワ・ミステリ文庫） 1981.4
- 『ヴォスパー号の遭難』（F・W・クロフツ、ハヤカワ・ミステリ文庫） 1981.10
- 『喉切り隊長』（ジョン・ディクスン・カー、ハヤカワ・ミステリ文庫） 1982.8
- 『炎の砦マサダ』（アーネスト・K・ガン、早川書房） 1982.10
- 『騎士の盃』（カーター・ディクスン、ハヤカワ・ミステリ文庫） 1982.12
- 『サバイバル・ゲーム』（ジェイムズ・リー、早川書房、ハヤカワ・ポケット・ミステリ） 1983.7
- 『緋色の勇者』（ダグラス・リーマン、ハヤカワ文庫） 1984.3
- 『日曜の絞首人』（ジェイムズ・マクルーア、早川書房、ハヤカワ・ポケット・ミステリ） 1985.2
- 『十二人目の陪審員』（B・M・ギル、早川書房） 1985.12、ハヤカワ文庫、1991
- 『殺人セミナー』（B・M・ギル、サンケイ文庫） 1986.11
- 『フォックスキャッチャー』（ウィリアム・H・ハラハン、サンケイ文庫） 1987.11
- 『ライブラリー・ファイル』（スタン・リー、東京創元社、創元ノヴェルズ） 1989.7
- 『焼殺魔 フロリダの悲劇』（ジョン・ラッツ、二見文庫） 1990.4
- 『誰がジョン・レノンを殺したか?』（フェントン・ブレスラー、音楽之友社） 1990.10、学研M文庫、2000
- 『ハリエットは学校にワニをつれてきた』（マーチン・ウォッデル、学習研究社、てのり文庫） 1990.11
- 『ハリエットとお化けの出る学校』（マーチン・ウォッデル、学習研究社、てのり文庫） 1991.4
- 『センシティヴ』（ハーバート・バークホルツ、扶桑社ミステリー） 1993.3
- 『ゴッド・プロジェクト』（スタン・リー、 東京創元社、創元ノヴェルズ） 1993.8
- 『ジブラルタル・ルール』（ハーバート・バークホルツ、扶桑社ミステリー） 1994.11
- 『クライム・バスターズ』（ディック・ロクティ、扶桑社ミステリー） 1996.4
- 『脅迫、空港閉鎖!』（ジャック・トロリー、扶桑社ミステリー） 1996.9
- 『百万ドルの罠』（ジャック・トロリー、扶桑社ミステリー） 1998.3
- 『戦争と正義 エノラ・ゲイ展論争から』（トム・エンゲルハート、エドワード・T・リネンソール編、朝日選書） 1998.8
- 『ヴァーンスの死闘』（クレイ・ハーヴェイ、扶桑社ミステリー） 1998.9
- 『12人の鼓手』（ダイアナ・デヴェレル、文春文庫） 1999.5
- 『ゴッホ「医師ガシェの肖像」の流転』（シンシア・ソールツマン、文春文庫） 1999.12
- 『黒の襲撃者』（クレイ・ハーヴェイ、扶桑社ミステリー） 2000.7
- 『1900年のハリケーン』（エリック・ラーソン、文春文庫） 2000.11
- 『古地図に魅せられた男』（マイルズ・ハーベイ、文春文庫） 2001.10
- 『硫黄島の星条旗』（ジェイムズ・ブラッドリー、ロン・パワーズ、文春文庫） 2002.2
- 『灰色の非武装地帯』（クレイ・ハーヴェイ、扶桑社ミステリー） 2002.9

### 弁護士ブレイディ・コイン(Brady Coyn)シリーズ
- 『チャリティ岬に死す』（Death at Charity's Point、ウィリアム・G・タプリー、サンケイ文庫） 1986.6
- 『呪われたブルー・エラー』（The Dutch Blue Error、ウィリアム・G・タプリー、サンケイ文庫） 1986.8
- 『狙われた大リーガー』（Follow the Sharks、ウィリアム・G・タプリー、サンケイ文庫） 1987.5
- 『悪魔の仕事』（The Marine Corpse、ウィリアム・G・タプリー、扶桑社ミステリー） 1989.1
- 『ウィーラーからの電話』（Dead Meat、ウィリアム・G・タプリー、扶桑社ミステリー） 1990.1
- 『ウィンザー・ハーバーの醜聞』（The Vulgar Boatman、ウィリアム・G・タプリー、扶桑社ミステリー） 1991.3
- 『探偵レス・カーツの遺言』（A Void in Hearts、ウィリアム・G・タプリー、扶桑社ミステリー） 1991.8
- 『残酷な季節』（Dead Winter、ウィリアム・G・タプリー、扶桑社ミステリー） 1993.7
- 『守秘義務』（Client Privilege、ウィリアム・G・タプリー、扶桑社ミステリー） 1993.12
- 『ケープ・コッドの罠』（The Spotted Cats 、ウィリアム・G・タプリー、扶桑社ミステリー） 1995.5
- 『哀しみの絆』（Tight Lines、ウィリアム・G・タプリー、扶桑社ミステリー） 1995.10